# Turistická značená trasa 7346
 Turistická značená trasa 7346 je 5 km dlouhá žlutě značená trasa Klubu českých turistů v okrese Chrudim spojující Prachovice s Lovětínskou roklí. Její převažující směr je západní. Závěr trasy se nachází na území CHKO Železné hory a její celou délku využívá Naučná stezka Historie vápenictví.

## Průběh trasy
Počátek trasy 7346 se nachází v nadmořské výšce 450 m u vápencového lomu na východním okraji Prachovic na rozcestí s červeně značenou trasou 0451 z Chrudimi do Třemošnice. Trasa 7346 prochází kolem prachovického nádraží, pak centrem obce a okolo sportovišť do lesního masívu hřebene Železných hor. U Lovětínského rybníka vstupuje do krátkého souběhu se zeleně značenou trasou 4307 z Heřmanova Městce na hrad Lichnice. Ten opouští na horním konci Lovětínské rokle na rozcestí s červeně značenou trasou 0481 ze Žlebů na Lichnici a klesá skalnatou roklí podél Lovětínského potoka do národní přírodní památky Kaňkovy hory. V dolním zakončení rokle trasa končí na rozcestí s modře značenou trasou 1972 ze Zbyslavce a zde počínající zeleně značenou trasou 4305 v nadmořské výšce 354 m. Obě trasy vedou různými směry do Třemošnice.

## Historie
- Lesem mezi Prachovicemi a Lovětínem vedla trasa dříve příměji podél potoka Habřinky
- Trasa dříve nekončila na spodním konci Lovětínské rokle, ale pokračovala do centra Třemošnice.[3]

## Turistické zajímavosti na trase
- Lom Prachovice
- Kaple Nanebevzetí Panny Marie v Prachovicích
- Lovětínský rybník
- Lovětínská studánka
- Lovětínská rokle
- Národní přírodní rezervace Kaňkovy hory